# Épreville-près-le-Neubourg
Épreville-près-le-Neubourg es una localidad y comuna francesa situada en la región de Alta Normandía, departamento de Eure, en el distrito de Évreux y cantón de Neubourg.

## Demografía
| 306 | 279 | 335 | 332 | 349 | 361 |
| Para los censos de 1962 a 1999 la población legal corresponde a la población sin duplicidades (Fuente: INSEE [Consultar]) |     |     |     |     |     |